# Rhododendron 'Western Lights'
Rhododendron 'Western Lights' — сорт листопадных рододендронов (азалий) из серии сортов с высокой зимостойкостью (англ. Northern Lights Azalea Hybrids) созданной в Университете Миннесоты. 
Используется, как декоративное садовое растение.

## Происхождение
Мутация 'Orchid Lights'. Получен посредством воздействия колхицина.
Работа над серией ульра-зимостойких рододендронов «Lights» была начата в 1930 году Альбертом Г. Джонсоном (англ. Albert G. Johnson), позднее к селекционной работе присоединились Леона Снайдер (англ. Leon Snyder) и англ. Harold Pellett.
Первая сорт серии был выпущен в 1978 году. Этот университетский проект продолжается и по сей день, ведутся работы по созданию чисто красных сортов азалий и листопадных сотов цветущих в конце лета.
Помимо 'Orchid Lights' сотрудниками Университета Миннесоты были созданы следующие сорта: 'Apricot Surprise' 1987, 'Lemon Lights' 1996, 'Mandarin Lights' 1992, 'Northern Hi-Lights' 1994, 'Northern Lights' 1978, 'Golden Lights' 1986, 'Pink Lights' 1984, 'Rosy Lights' 1984, 'Spicy Lights' 1987, 'Tri Lights' 2003, 'White Lights' 1984.

## Биологическое описание
Полиплоид.
Высота в 10-летнем возрасте около 91 см.
Листья узко-эллиптические, заострённые, с клиновидным основанием, около 6,3 см длиной, полу глянцевые, желто-зелёные.
Цветки 5—6,3 см в диаметре, узко-трубчато-воронковидные, край лепестков слегка волнистый, внутренняя часть лепестков от красновато-фиолетовой до пурпурно-красной, основная окраска пурпурно-розовая. Цветки обладают лёгким ароматом. Соцветия шарообразной фермы, состоит из 7—8 кластеров по 7—9 цветков в каждом.
Цветение позднее.

## В культуре
Выдерживает понижения температуры до -37 °С.
Зоны морозостойкости: 4a—9b.
Сорт обладает хорошей устойчивостью к мучнистой росе.
Местоположение: солнце, полутень.
Почва кислая, хорошо дренированная. 
Оптимальный диаметр ямы для посадки — 60 см, глубина — 40 см. Состав почвенной смеси: кислый верховой торф, садовая земля (суглинок) и сосновая подстилка, взятые в равных частях, или 1 часть садовой земли, 2 части кислого верхового сфагнового торфа. Верховой торф можно заменить сфагнумом.